# Leporinus scalabrinii
Leporinus scalabrinii ist eine ausgestorbene Art der Engmaulsalmler (Anostomidae), die im späten Miozän in Südamerika lebte. Sie war ein typischer Vertreter der Gattung Leporinus, einer Gruppe mittelgroßer, allesfressender Süßwasserfische. Der bisher einzige bekannte Überrest umfasst einen fossilen Schädel, der aus der argentinischen Ituzaingó-Formation stammt und auf ein Alter von 6 bis 9 Millionen Jahren geschätzt wird. Er wurde Ende des 19. Jahrhunderts entdeckt und von Florentino Ameghino als Arrhinolemur scalabrinii, ein Verwandter der Lemuren, beschrieben und später in eine eigene Säugetierordnung gestellt. Nachdem ab Mitte des 20. Jahrhunderts mehrere Paläontologen Zweifel an dieser Zuordnung äußerten, kam eine detaillierte Revision des Fossils zu dem Schluss, dass es sich um einen Knochenfisch handelt, der in phylogenetischen Analysen die Schwesterart des Brachsensalmlers (Abramites hypselonotus) bildet.

## Merkmale
Der Schädel von Leporinus scalabrinii zeigt alle für die Engmaulsalmler typischen Merkmale, unter anderem die verengte, nicht vorstülpbare Mundöffnung. Die Kopfform stimmte weitgehend mit der von Leporinus striatus überein. Er wies im Oberkiefer wahrscheinlich 12 bis 14 Zähne in beiden Kiefern auf. Davon saßen auf jeder Seite drei in der Premaxilla, ein Merkmal, das sonst nur beim Brachsensalmler und bei L. striatus auftritt. Von letzterem unterscheidet sich der Schädel von L. scalabrinii durch den Schluss der Fontanelle zwischen Stirn- und Scheitelbein. Der deutlichste Unterschied zum Brachsensalmler ist die Zahnform im Dentale; die bei L. scalabrinii eher meißelförmig, beim Brachsensalmler spatel-sichelartig ausgebildet ist. Weitere mögliche Schädelmerkmale lassen sich nicht feststellen, weil die versteinerten Knochen stark in Sedimentmatrix eingebettet sind, die sich ohne Schäden am Fossil kaum beseitigen lässt.

## Fundort, Fossilmaterial und Stratigraphie
Der Holotyp und einzige Fund von Leporinus scalabrinii (ein in Sedimentmatrix eingebetteter, weitgehend erhaltener und oberseitig gedrückter Schädel mit der Inventarnummer MACN A-9880) wurde um das Jahr 1897 von Pedro Scalabrini gefunden, der ihn Florentino Ameghino überließ. Die Fundangaben zum Fossil gehen über diese Informationen nicht hinaus. Die Analyse anderer Stücke aus der gleichen Zeit und Region lassen in Verbindung mit der Matrix jedoch darauf schließen, dass der Fund aus der Ituzaingó-Formation am Steilufer des Río Paraná stammt. Die ältesten Schichten dieser Formation werden auf neun, ihre jüngsten Schichten auf sechs Millionen Jahre datiert, womit sie ins ausgehende Miozän fällt. Die korrespondierende chronostratografische Stufe für Südamerika ist das Huyaquerium.

## Paläoökologie
Über die Paläoökologie von Leporinus scalabrinii ist lediglich bekannt, dass es sich um einen Süßwasserfisch handelt, der wohl in einem Vorläufer des Río Paraná lebte. Seine nächsten rezenten Verwandten ernähren sich omnivor von Wasserpflanzen und kleinen Wirbellosen.

## Systematik und Taxonomie

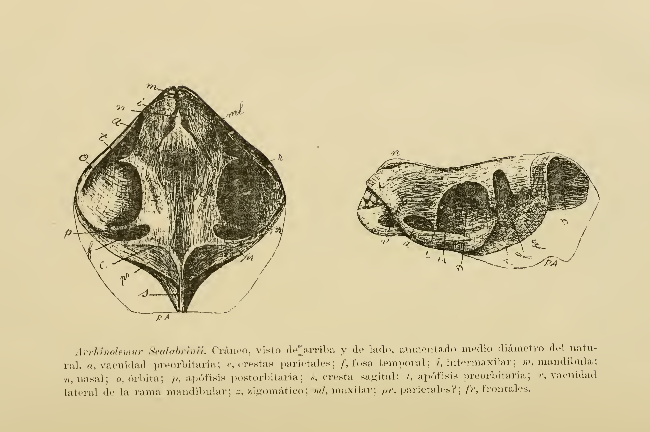
Florentino Ameghinos Rekonstruktion des Holotyps als Säugetier. Ameghino stellte das Tier zunächst als Arrhinolemur scalabrinii in die Nähe der Lemuren, später in eine eigene Ordnung Arrhinolemuroidea, die seine Eigentümlichkeit unterstreichen sollte.

Florentino Ameghino hatte bei der Erstbeschreibung des fossilen Schädels 1898 Schwierigkeiten, diesen zu identifizieren. Der Fund war damals noch stark von Sediment bedeckt und entzog sich damit einer eingehenden Untersuchung, möglicherweise untersuchte Ameghino das Fossil auch nur oberflächlich. Er kam zu dem Schluss, dass es sich um den Schädel eines Säugetiers aus dem Verwandtschaftskreis der Lemuren handeln müsse, das ein stark reduziertes Nasenbein besaß. Folglich gab er der Art den Namen Arrhinolemur scalabrinii („Scalabrinis nasenloser Lemur“) und stellte sie in die Nähe der ausgestorbenen Gattung Necrolemur. Gleichzeitig äußerte er aber auch Zweifel an dieser Einordnung: Zwar gemahne die Schädelform an Lemuren, aber einige osteologische Feinmerkmale hätten keine Entsprechung unter den ihm bekannten Taxa. Nachdem er den Schädel weitgehend von den an ihm anhaftenden Sedimenten gereinigt hatte, kam er zu dem Schluss, dass die Art eine eigene Ordnung der Säugetiere darstellen müsse, für die er 1899 den Namen Arrhinolemuroidea einführte.
Mangels einer Revision blieb es rund 50 Jahre bei dieser Einordnung. Als George Gaylord Simpson den Holotyp 1945 für eine Reklassifikation der Säugetiere erneut untersuchte, verwarf er Ameghinos Bestimmung: Es handle sich keineswegs um ein Säugetier, sondern vielmehr um einen Fisch. Alvaro Mones bekräftigte diesen Schluss 1987 und äußerte die Ansicht, die Art könnte ein Echter Salmler sein. Dennoch dauerte es noch einmal rund 25 Jahre, bis eine umfassende Revision des Fossils zu dem Ergebnis kam, dass es sich um einen Engmaulsalmler handeln müsse. Die Autoren dieser Studie, Sergio Bogan, Brian L. Sidlauskas, Richard P. Vari und Federico Agnolin verglichen den Schädel mit denen rezenter Engmaulsalmlerarten und ordneten ihn als Leporinus scalabrinii in die paraphyletische Gattung Leporinus ein, wo er die Schwesterart des Brachsensalmlers (Abramites hypselonotus) bildet. Beide Arten stehen gemeinsam Leporinus striatus als Schwesterklade gegenüber.